# El sueño de la razón
El sueño de la razón es una obra de teatro de Antonio Buero Vallejo, estrenada en 1970. El título es una referencia al grabado El sueño de la razón produce monstruos.

## Argumento
Ambientada en el Madrid de 1823, la obra se centra en los últimos años de vida del pintor Francisco de Goya, sus limitaciones provocadas por la sordera y sus relaciones con su amante Leocadia. A través de la sordera de este personaje —de nuevo una tara física—, Buero simboliza la incapacidad de algunos para oír el sentido de la realidad.

## Representaciones destacadas
- Teatro Reina Victoria, Madrid, 7 de febrero de 1970. (Estreno).
  - Intérpretes: José Bódalo, María Asquerino, Miguel Ángel, Antonio Queipo, Ricardo Alpuente, Antonio Puga.
- Compañía Dramática Española, Valladolid, 23 de septiembre de 1975. 
  - Director: José Osuna.
  - Intérpretes: José María Prada, Queta Claver.
- Centro Dramático Nacional, Madrid, 1994.
  - Intérpretes: Juan Gadea, Lluís Fornés, Manuel de Blas, Marina Saura, Carmen Belloch.
- Teatro Español, Madrid, 2023.
  - Director': José Carlos Plaza.
  - Intérpretes: Ana Fernández, Chema León, Carlos Martínez-Abarca, Montse Peidro, Antonio Valero.